# Лоро-Пічено
Лоро-Пічено (італ. Loro Piceno) — муніципалітет в Італії, у регіоні Марке,  провінція Мачерата.
Лоро-Пічено розташоване на відстані близько 165 км на північний схід від Рима, 55 км на південь від Анкони, 16 км на південь від Мачерати.
Населення — 2414 осіб (2014).
Щорічний фестиваль відбувається 2 серпня, 23 квітня. Покровитель — San Liberato.

## Демографія
Населення за роками:

Станом на 1 січня 2023 року в муніципалітеті офіційно проживало 225 іноземців з 35 країн, серед них 38 громадян країн Євросоюзу та 2 громадяни України.

## Сусідні муніципалітети
- Кольмурано
- Масса-Фермана
- Мольяно
- Монтаппоне
- Петріоло
- Рипе-Сан-Джинезіо
- Сант'Анджело-ін-Понтано
- Урбізалья